# Sacramento Classic 1971
Il Sacramento Classic 1971 è stato un torneo di tennis giocato sul cemento. È stata la 1ª edizione del torneo, che fa parte del Pepsi-Cola Grand Prix 1971. Si è giocato a Sacramento negli Stati Uniti dal 20 al 26 settembre 1971.

## Campioni

### Singolare maschile
Robert Lutz ha battuto in finale  Alex Olmedo con il punteggio di 3–6 6–4 6–3

### Doppio maschile
Jim McManus /  Jim Osborne hanno battuto in finale  Robert Maud /  Frew Donald McMillan con il punteggio di 7–6, 6–3